# Jack Skellington

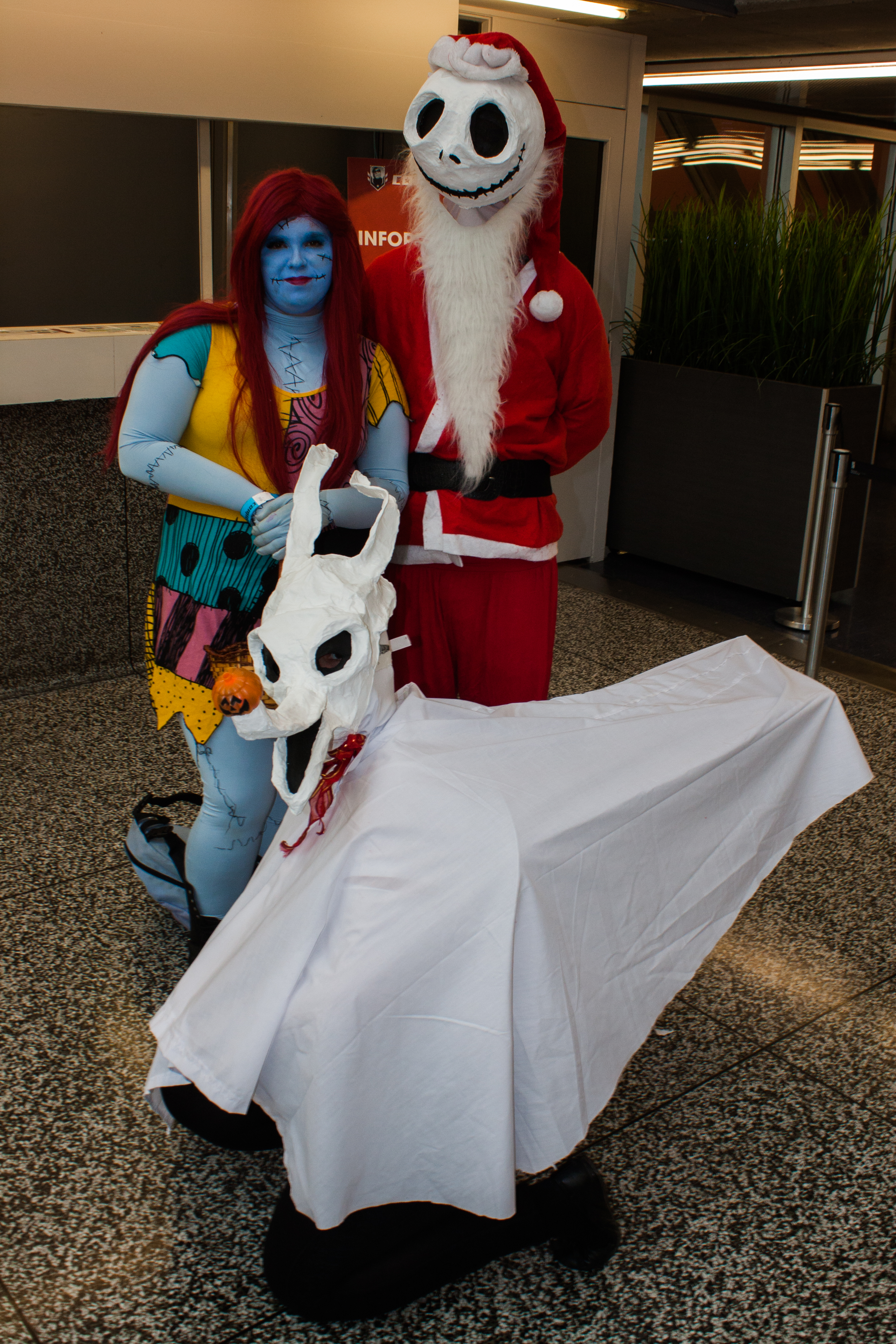
Cosplay de Jack Skellington dans sa tenue de Père Noël (à droite), accompagné de cosplays de sa compagne Sally (à gauche) et de son chien Zéro (en bas)

Jack Skellington est le personnage principal du film L'Étrange Noël de monsieur Jack (titre original : The Nightmare Before Christmas), inspiré de Jack-o'-lantern, sous forme d'épouvantail. Inspiré également de Jack Pumpkinhead personnage de Return to Oz, en 1985.

## Description
Jack est un personnage de la ville d'Halloween. Surnommé le Roi des Citrouilles, cet épouvantail est le maître de l'épouvante. Il vit dans une sorte de tour géante en compagnie de son chien fantôme Zéro. Il est grand, et maigre comme un squelette. Son nom est une double-référence à des images couramment associées à Halloween, Jack en référence à la Jack-o'-lantern, et Skellington est une déformation de l'anglais skeleton signifiant "squelette".

## Interprètes
- Voix originale : Chris Sarandon
- Voix allemande : Alexander Goebel
- Voix brésilienne : Nelson Machado (première version - 1993) / Marcelo Coutinho (seconde version - DVD)
- Voix française : Olivier Constantin
- Voix italienne : Renato Zero
- Voix japonaise : Masachika Ichimura
- Voix polonaise : Wojciech Paszkowski

### Kingdom Hearts
- Dans le premier opus, Jack voulait utiliser les Sans-cœurs comme décoration pour la fête d'Halloween.

- Dans le deuxième opus, il voulait remplacer le père Noël plusieurs fois.

### Autres apparitions
Jack Skellington avait déjà fait une brève apparition dans le film Beetlejuice, puis refit un passage sous forme de clin d'œil dans le film James et la Pêche géante, dont Tim Burton est producteur, dans le rôle du capitaine d'un vaisseau fantôme.

### Note
- Jack est physiquement très grand et plutôt maigre, il possède aussi une grande souplesse ainsi qu'un costume noir.